# Matti Morottaja
Matti Heikki Ilmari Morottaja (inari számi nevén Kuobžâ-Saammâl Matti, sz. Sammuttijärvi, Finnország, 1942. december 28.) inari számi író, tanár, a Finnországi számi parlament tagja. Hat évig volt a parlament elnöke. Az Inari-számi Nyelvi Társaság elnökeként is tevékenykedett annak alapítása óta. Fiai, Petter és Mikkâl szintén a maguk módján használják az inari-számi nyelvet: Petter a Kierâš című újság szerkesztője és Mikkâl az első számi rapper (Amoc néven). Matti morottaja a finn kulturális alapítványtól 2007. április 1-jén megkapta a Mikael Agricola-díjat.

## Munkái
1996-ban a Tovlááh mainâseh című könyv szerkesztője volt, amelyben 1968 és 1970 között készült felvételekről származó történetek találhatók, amiket az Anarâš és a Sábmelaš magazinok is kiadtak egyszer már.
2005 karácsonyán Ilmari Mattus-szal közösen kiadta a Kyelisieidi maccâm já eres novelleh című novelláskötetet.

### Fordításai
- Nieidâ kote šoodâi kollekuálsin (Samuli Aikio könyve, Nieida guhte šaddai gollegoalsin, eredetileg északi számi nyelven) 1982
- Rauna Paadar-Leivo könyve, Halstemjeegi noaidi 1990
- Kirsti Paltto könyve, Tivgâ (Divgá) 1994
- Veikko Holmberg könyve, Tuuru-kuobžâ 1995

## Külső hivatkozások
- Matti Morottaja

1. ↑  Astrid Helander: Lappi universitehta nammadan guoktása gudnedoavttirin (északi számi nyelven). Ávvir, 2019. február 27. (Hozzáférés: 2021. október 9.)
2. ↑  Aslak Ilkka Niittyvuopio: Matti Morottaja 70 jagi (északi számi nyelven). NRK Sápmi, 2012. december 28. (Hozzáférés: 2021. október 9.)